# Monhystera frequens
Monhystera frequens is een rondwormensoort uit de familie van de Monhysteridae.